# Traminda rufistrigula
Traminda rufistrigula là một loài bướm đêm trong họ Geometridae.